# Ямпольскис, Марюс
Марюс Ямпольскис (лит. Marius Jampolskis; род. 18 августа 1978, Каунас, Литовская ССР, СССР) — литовский актёр театра и кино, телеведущий.

## Биография
Учился в Каунасской средней школе №52 (ныне Каунасская Миликонийская профессиональная гимназия).
В 1997—2003 годах учился в Литовской академии музыки и театра на театрально-кинематографическом факультете, руководителем курса был Владас Багдонас.
Есть сын Довидас от первого брака. В августе 2013 года Марюс женился во второй раз на Ренате Узялкайте. В 2015 году у пары родилась дочь Вильте.
Снимается также в кино и на телевидении. Известен, в частности, главной ролью в российском фильме «Хоттабыч» (2006). Поскольку Ямпольскис говорил по-русски с сильным литовским акцентом, его персонаж был переозвучен российским актёром Антоном Эльдаровым. 
Дважды лауреат премии «Серебряный журавль» в 2008 и 2013 годах в номинации «Лучший актёр года».

## Театр
В 2003 году выступал в Вильнюсском театре кукол «Леле».
С 2005 года играет в Литовском национальном театре драмы. Сотрудничает, в частности, с режиссёром Витаутасом Ландсбергисом. В 2006 году исполнил главную роль в спектакле Саулюса Миколайтиса «Антуана» по одноимённой сказке Антуана де Сент-Экзюпери.

## Награды и признание
- 2005 — «Золотой крест сцены» в номинации «Лучший молодой актёр»;
- 2008 — «Серебряный журавль» в номинации «Лучший актёр года»;
- 2010 — Золотые микрофоны LNK музыкального проекта «Звёздные Дуэты 4» (с Ируной Пузарайте)[1];
- 2013 — «Серебряный журавль» в номинации «Лучший актёр года»[2];
- 2017 — «Люди 2017» стал победителями в номинации «Самый любимый актёр года» в номинации от журнала «Люди».

## Телевизионные мероприятия
В 2008—2009 годах был одним из ведущих музыкального проекта LTV «Триумфальная арка».
С 2009 года был одним из организаторов лотереи на канале LNK «Teleloto».
В 2010 году участвовал в музыкальном шоу LNK «Звёздные дуэты», где вместе с Альгисом Раманаускасом-Грейтаем руководил музыкальным проектом LNK «Литовская песня».
В 2011 году вместе с Альгисом Раманаускасом-Грейтаем стал ведущим шоу LNK «Supermiestas».

## Фильмография

Владимир Толоконников и Марюс Ямпольскис на съёмках фильма «Хоттабыч»

| Год  | Название                     | Роль               | Заметки                |
| ---- | ---------------------------- | ------------------ | ---------------------- |
| 2003 | Доктор Джекилл и Мистер Хайд | Парень с тетрадкой | телесериал             |
| 2004 | Крысы 2. Возвращение         | Ян Бартмен         |                        |
| 2005 | Лес богов                    | Охранник           |                        |
| 2006 | Хоттабыч                     | Гена               |                        |
| 2008 | Коллекционер                 | Редактор           |                        |
| 2009 | Хот дог                      | Адам               | короткометражный фильм |
| 2012 | Исчезающие волны             | Лукас              |                        |

| Год       | Название           | Роль                    | Заметки    |
| --------- | ------------------ | ----------------------- | ---------- |
| 2003      | P.O.W.             | POW #1                  | 6 эпизодов |
| 2008–2018 | Женщины Лгут Лучше | Донатас                 |            |
| 2009      | Нелюбимый          | Таурас Люткявичюс — Люк |            |
| 2016      | Резиденты          | Томас Игаунис           |            |
| 2018      | Осуждение IV       | Таурас Люткявичюс — Люк |            |